# Galeria Zé dos Bois

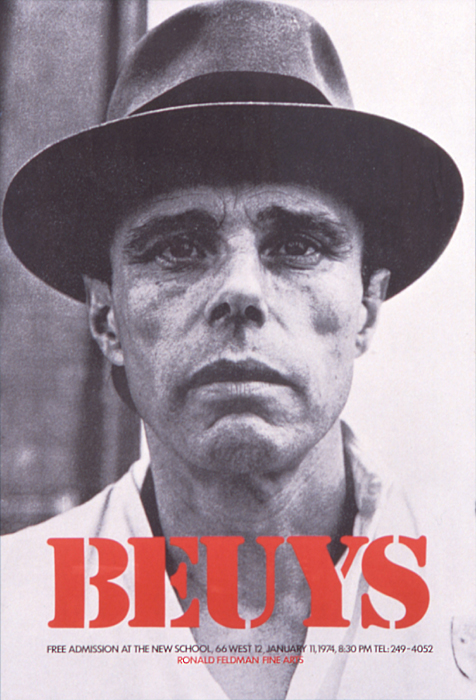
Cartel con imagen del artista alemán Joseph Beuys

La galería Zé dos Bois o ZDB es una asociación cultural portuguesa. El nombre de la galería procede de una adaptación (aportuguesamento) del artista alemán Joseph Beuys, referente artístico del grupo.

## Historia
La galería fue fundada en octubre de 1994 en Lisboa, en la calle de la Viña, en el Bairro Alto, por una quincena de jóvenes artistas (entre otros, João Miguel Serralha, Cesário Monteiro, Francisca Bagulho, João Garcia Miguel, João Milagre, Mário Cameira, Natxo Checa, Paula Hespanha, Pedro Sabino, Pollyanna Jazmine, Renato Cruz, Rodrigo Miragaia, Teresa Milheiro y Tiago Gomes).
Durante los primeros años de existencia, la galería ZDB tenía como objetivo el ayudar a los artistas emergentes a mostrar el trabajo más reciente y a confrontar sus experiencias artísticas. Con el tiempo, la galería se hizo un espacio de referencia en el panorama cultural portugués habiendo proyectado y realizado incontables festivales y contactos internacionales. A destacar la idea de al ARCO, en Madrid - Cutting Edge. El Festival Atlântico, de artes performativas.
El primer local de ZDB estuvo en la calle de la Viña, en el llamado Bairro Alto. Dos años después, se trasladó a la calle São Paulo, en el Cais do Sodré. Años después fue cedido por la Cámara de Lisboa el usufructo de las Tercenas do Marquês, cerca del Museo Nacional de Arte Antiguo, en la calle das Janelas Verdes. Más tarde, la galería ZDB volvió al Bairro Alto, esta vez a la calle Barroca 59, donde permanece.
Desde 2009, su director es el español Natxo Checa (Barcelona, 1968), un comisario de arte independiente que ha participado en proyectos como: DeParamnésia (2001-2002), Magnetic Effluvium (2004-2006) o Abissology (2008).

## Arte experimental
En 2012, con motivo del 18 aniversario de la galería, su director afirmaba buscar un arte experimental, en torno a las artes visuales contemporáneas, pero de raíz ética, para un público: 

"que tem vontade de conhecer o mundo e de descodificar a arte. A ZDB não é uma estrutura com uma estética definida, mas com uma ética definida face ao trabalho que desenvolve. E faz com que haja uma grande gama de pessoas diversas, que vão da arte pop à arte pós-conceptual, que respeitam o trabalho da ZDB por essa ética"
Natxo Checa.

## Exposiciones
Entre los artistas exhibidos en la galería, destacan artistas como João Maria Gusmão y Pedro Paiva, Alexandre Estrela, Rafael Toral, Mala Voadora e Primeiros Sintomas, Animal Collective e Gabriel Abrantes. También han colaborado con la sala Thurston Moore, Lee Ranaldo y Kim Gordon, todos ellos del grupo Sonic Youth.
En septiembre de 2012 presentó la exposición colectiva "Tem calma o teu país que está a desaparecer", con la presencia de João Maria Gusmão y Pedro Paiva, Gabriel Abrantes o Filipe Felizardo, junto a otros artistas de cabecera de la galería ZDB.
En septiembre de 2014, la galería ofertó un buen número de actividades musicales, que complementó con los talleres "Play Game -- Laboratório de Escrita e Criação de Teatro Imersivo" y "Battle of Ideas -- As Artes: o que aconteceu às 'Grandes Ideias'?".
En febrero de 2017 se llevó a cabo una exposición sobre la primera generación de poetas experimentales, de la cual formaban parte autores como E.M. de Melo e Castro, Ana Hatherly y Herberto Helder.